# Jung Yun-seok
Dans ce nom coréen, le nom de famille, Jung, précède le nom personnel.
Jung Yoon-seok (né le 30 avril 2003) est un acteur sud-coréen. Il gagne le prix du "Meilleur Jeune Acteur" aux 2009 SBS Drama Awards pour son rôle dans Temptation of Wife.

## Biographie
Jung est né Sino-coréen, il a commencé sa carrière d'acteur en 2007 à l'âge de quatre ans.
Jung est né de parents d'origine Sino-coréen à Heilongjiang, en Chine. Ses parents ont été naturalisés en tant que citoyens Coréens, et il est né et a grandi à Séoul. En 2008, l'équipe de production de Screening Humanity (ko) a mentionné que les parents de Jung avaient acquis la nationalité Coréenne.
Contrairement à Jung, sa sœur aînée est née et a grandi en Chine et a la nationalité Chinoise. Quand elle avait 24 ans et vivait en Chine, elle est apparue dans un épisode Screening Humanity quand Jung avait 5 ans. De sa famille, Jung est le plus jeune fils qui a 19 ans de moins qu'elle.
Jung a appris à parler un peu le Chinois grâce à ses parents, car sa mère, qui était déjà apparue dans Screening Humanity, où elle a mentionné qu'elle lui enseignait un mot par jour parce qu'elle craignait que sa sœur aînée en Chine ne serait pas en mesure de communiquer avec Jung, qui vivait en Corée à l'époque.

### Éducation
En 2019, Jung s'est spécialisé en théâtre à la School of Performing Arts en Séoul et a obtenu son diplôme en 2022.

## Filmographie

### Série télévisée
| Année               | Titre                                          | Rôle                                   | Chaîne    |
| ------------------- | ---------------------------------------------- | -------------------------------------- | --------- |
| 2007                | Jumong                                         | Yuri (jeune)                           | MBC       |
| 2007                | Snow in August                                 | Na Da-bin                              | SBS       |
| 2007                | Lonely Bird                                    | Ho-seok                                | MBC       |
| 2007                | The Legend                                     | Ahjik (Gogeoryeon), après Changsu Wang | MBC       |
| 2007                | The King and I                                 | Yi Yung, après Yeonsangun              | SBS       |
| 2008                | The King and I                                 | Yi Yung, après Yeonsangun              | SBS       |
| New Heart           | Jung-min                                       | MBC                                    |           |
| East of Eden        | Yo-seob                                        | MBC                                    |           |
| Amnok River Flows   | Lee Mi-reuk (petit)                            | SBS                                    |           |
| Temptation of Wife  | Jung Ni-no                                     | SBS                                    |           |
| Temptation of Wife  | Jung Ni-no                                     | SBS                                    | 2009      |
| The Partner         | Oh Jae-dong                                    | KBS2                                   |           |
| Queen Seondeok      | Kim Chun-chu (jeune)                           | MBC                                    |           |
| Three Brothers      | Kim Jong-nam                                   | KBS2                                   |           |
| Three Brothers      | Kim Jong-nam                                   | KBS2                                   | 2010      |
| The Miracle of Love | Kang Chul                                      | SBS                                    |           |
| The King of Legend  | Go Gu-bu (jeune)                               | KBS1                                   |           |
| The King of Legend  | Go Gu-bu (jeune)                               | KBS1                                   | 2011      |
| Bolder By the Day   | Lee Yoon-seok                                  | MBN                                    |           |
| Bolder By the Day   | Lee Yoon-seok                                  | MBN                                    | 2012      |
| Mom the Wizard      | Tam-tam                                        | MBC                                    |           |
| The King's Doctor   | l'enfant                                       | MBC                                    |           |
| Full House Take 2   | Won Kang-hwi (jeune)                           | SBS Plus                               |           |
| 2013                | Blooded Palace: The War of Flowers             | Shunzhi                                | JTBC      |
| 2013                | The Scandal                                    | 8 ans Ha Eun-joong                     | MBC       |
| 2013                | Love in Her Bag                                | Eun Kyung-ho (jeune)                   | JTBC      |
| 2013                | Good Doctor                                    | Kyu-hyun                               | KBS2      |
| 2013                | Master's Sun                                   | fantôme de poupée (guest, episode 7)   | SBS       |
| 2013                | Drama Festival "Unrest"                        | Lee Joon-kyung (jeune)                 | MBC       |
| 2013                | Golden Rainbow                                 | Kim Yeol-won (jeune)                   | MBC       |
| 2014                | Jeong Do-jeon                                  | Monino, après U Wang                   | KBS1      |
| 2014                | I Need Romance 3                               | Joo Wan (jeune)                        | tvN       |
| 2014                | Jang Bo-ri is Here!                            | Lee Jae-hwa (jeune)                    | MBC       |
| 2014                | Discovery of Love                              | Han Woo-joo                            | KBS2      |
| 2015                | Danger Town                                    | Domuji                                 | EBS1      |
| 2015                | A Bird That Doesn't Sing                       | Oh Min-ki (jeune)                      | tvN       |
| 2015                | Yong-pal                                       | Kim Tae-hyun (jeune)                   | SBS       |
| 2015                | My Daughter, Geum Sa-wol                       | Im Shi-ro (jeune)                      | MBC       |
| 2015                | Drama Special "Strange Fairytale"              | Soo-bong                               | KBS2      |
| 2016                | Jang Yeong-sil                                 | Jang Yeong-sil (jeune)                 | KBS1      |
| 2016                | Six Flying Dragons                             | Lee Bang-seok                          | SBS       |
| 2016                | Five Enough                                    | Yoon Woo-young                         | KBS2      |
| 2016                | The Flower in Prison                           | Yoon Tae-won (jeune)                   | MBC       |
| 2016                | Love in the Moonlight                          | Lee Yeong (jeune)                      | KBS2      |
| 2017                | Lovers in Bloom                                | Kang Hae-chan                          | KBS1      |
| 2018                | Grand Prince                                   | Lee Myung, 10 ans plus tard            | TV Chosun |
| 2018                | Folklore "Mongdal"                             | Choi Dong-joo                          | HBO Asia  |
| 2019                | My First First Love                            | Yun Yeong-ho                           | Netflix   |
| 2019                | Flower Crew: Joseon Marriage Agency            | Ma Joon                                | JTBC      |
| 2020                | Strange School Tales "Enfant qui ne vient pas" | Boo Young-seok                         | TV Chosun |
| 2022                | Bad and Crazy                                  | Jeong Yun-ho, après Shin Ju-hyeok      | tvN       |

Remarques
1. ↑  un jeune frère qui élève un coq (apparu dans l'épisode 8)
2. ↑  également connu sous le nom de Grand Prince Ui-an, le deuxième fils du roi Taejo et de la reine Sindeok
3. ↑  également connu sous le nom de adulte Prince Seungpyung

### Film
| Année | Titre                  | Rôle                   | Remarques       |
| ----- | ---------------------- | ---------------------- | --------------- |
| 2008  | Le Petit Prince        | Han Eun-kyu            |                 |
| 2012  | R2B: Retour à la Base  | Woong                  |                 |
| 2012  | Le Pêcher              | Choi Sang-hyun (jeune) | rôle de soutien |
| 2013  | Le Héros               | Gyu-wan                |                 |
| 2013  | Hwayi                  | 10 ans Hwa-yi          |                 |
| 2014  | Tazza: The Hidden Card | Ham Dae-gil (jeune)    |                 |
| 2014  | Lent Vidéo             | Kim Baek-goo           |                 |
| 2015  | BOYHOOD                | Ji-hoon                | court métrage   |
| 2015  | Invitation             | Dong-min               | court métrage   |
| 2016  | Le Livre de la jungle  | Mowgli                 | Doublage Coréen |
| 2018  | Ma classe de rêve      | Cha Sang-goo           | court métrage   |

## Prix et nominations
| Année | Prix                                 | Catégorie                       | Nomination de travail                            | Résultat   |
| ----- | ------------------------------------ | ------------------------------- | ------------------------------------------------ | ---------- |
| 2009  | SBS Drama Awards                     | Meilleur Jeune Acteur           | Temptation of Wife                               | Lauréat    |
| 2013  | KBS Drama Awards                     | Meilleur Jeune Acteur           | Good Doctor                                      | Nomination |
| 2014  | KBS Drama Awards                     | Meilleur Jeune Acteur           | Jeong Do-jeon                                    | Nomination |
| 2015  | Korea Culture & Entertainment Awards | Prix Enfant Étoile              | Inconnu                                          | Lauréat    |
| 2016  | Festival du Film Jeunesse Coréen     | Acteur Enfant le Plus Populaire | Inconnu                                          | Lauréat    |
| 2016  | KBS Drama Awards                     | Meilleur Jeune Acteur           | Five Enough Jang Yeong-sil Love in the Moonlight | Lauréat    |
| 2021  | Seoul International Drama Awards     | Meilleur Acteur                 | Strange School Tales "Enfant qui ne vient pas"   | Nomination |